# SMS König Albert
SMS König Albert, tên đặt theo Vua Albert của Saxony, là chiếc thứ tư trong lớp thiết giáp hạm Kaiser của Hải quân Đế quốc Đức trong giai đoạn Chiến tranh Thế giới thứ nhất. König Albert được đặt lườn vào ngày 17 tháng 7 năm 1910 tại xưởng tàu của hãng Schichau-Werke ở Danzig, hạ thủy vào ngày 27 tháng 4 năm 1912 và ra hoạt động cùng hạm đội vào ngày 31 tháng 7 năm 1913. Con tàu trang bị mười khẩu pháo 30,5 xentimét (12,0 in) bố trí trên năm tháp pháo nòng đôi, và đạt tốc độ tối đa 22,1 hải lý trên giờ (40,9 km/h; 25,4 mph). König Albert được phân về Hải đoàn Thiết giáp hạm số 3, và sau đó là Hải đoàn Thiết giáp hạm số 4, của Hạm đội Biển khơi Đức trong hầu hết thời gian của Thế Chiến I.
Cùng với các tàu chị em cùng lớp Kaiser, Friedrich der Grosse, Kaiserin và Prinzregent Luitpold, König Albert đã tham gia hầu hết các hoạt động hạm đội chủ yếu trong Thế Chiến I. Tuy nhiên, nó lại đang vào ụ tàu để bảo trì định kỳ vào lúc diễn ra trận Skagerrak ngày 31 tháng 5-1 tháng 6 năm 1916; do đó, nó trở thành thiết giáp hạm duy nhất đang hoạt động cùng hạm đội bị lỡ mất trận hải chiến này. Nó cũng hiện diện trong Chiến dịch Albion, cuộc tấn công đổ bộ chiếm các cứ điểm do Nga chiếm giữ tại vịnh Riga trong biển Baltic vào cuối năm 1917.
Sau khi Đức thua trận trong chiến tranh buộc phải ký Thỏa thuận Ngừng bắn vào tháng 11 năm 1918, König Albert cùng với hầu hết tàu chiến chủ lực của Hạm đội Biển khơi bị lưu giữ tại căn cứ Hải quân Anh ở Scapa Flow. Các con tàu bị giải giới, thủy thủ đoàn được rút gọn ở vai trò bảo trì trong khi quá trình thương lượng hòa bình diễn ra để đưa đến Hiệp ước Versailles. Vào ngày 21 tháng 6 năm 1919, tư lệnh của hạm đội bị cầm giữ, Chuẩn Đô đốc Ludwig von Reuter, ra lệnh đánh đắm hạm đội nhằm đảm bảo người Anh không thể chiếm các con tàu. Xác tàu đắm của König Albert cuối cùng được cho nổi lên vào tháng 7 năm 1935 và được tháo dỡ vào năm 1936.

## Thiết kế và chế tạo

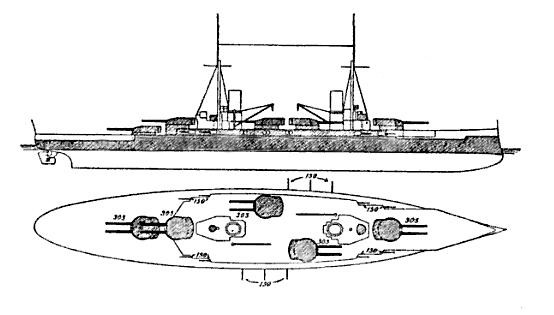
Sơ đồ mô tả lớp Kaiser, vùng màu xám là khu vực của con tàu được bảo vệ bằng vỏ giáp

Được đặt hàng dưới cái tên trong hợp đồng Ersatz Ägir như là sự thay thế cho chiếc hải phòng hạm Ägir đã lạc hậu, König Albert được đặt lườn tại xưởng tàu của hãng Schichau-Werke ở Danzig vào ngày 17 tháng 7 năm 1910. Nó được hạ thủy vào ngày 27 tháng 4 năm 1912, và công việc trang bị hoàn tất được tiếp nối sau đó. Nó được đưa ra hoạt động cùng hạm đội vào ngày 31 tháng 7 năm 1913.
Con tàu có chiều dài chung 172,4 m (566 ft) và trọng lượng choán nước tối đa 27.000 tấn (27.000 tấn Anh; 30.000 tấn Mỹ); mạn thuyền rộng 29 m (95 ft), độ sâu của mớn nước trước mũi là 9,1 m (30 ft) và sau đuôi là 8,8 m (29 ft). König Albert được dẫn động bởi ba bộ turbine Schichau, được cung cấp hơi nước từ 16 nồi hơi đốt than, cho phép đạt được một tốc độ tối đa 22,1 hải lý trên giờ (40,9 km/h; 25,4 mph). Nó mang theo 3.600 tấn (3.500 tấn Anh; 4.000 tấn Mỹ) than, cho phép có được tầm hoạt động tối đa 7.900 hải lý (14.600 km; 9.100 mi) ở tốc độ đường trường 12 kn (22 km/h; 14 mph).
König Albert được trang bị dàn pháo chính gồm mười khẩu pháo SK 30,5 cm (12,0 in) L/50 đặt trên năm tháp pháo nòng đôi. Con tàu từ bỏ cách sắp xếp dàn pháo chính hình lục giác không hiệu quả trên các lớp thiết giáp hạm Đức trước đây; thay vào đó, ba trong số năm tháp pháo được bố trí trên trục giữa con tàu, với hai chiếc sắp xếp bắn thượng tầng phía đuôi. Hai tháp pháo còn lại được đặt lệch hình thang giữa tàu, có thể bắn qua mạn. Con tàu còn được trang bị mười bốn khẩu pháo SK 15 cm (5,9 in) L/45 trong các tháp pháo ụ giữa tàu, tám khẩu 8,8 cm (3,5 in) SK L/45 trong các tháp pháo ụ và bốn khẩu 8,8 cm L/45 phòng không. Ngoài ra còn có năm ống phóng ngư lôi 50 cm (20 in), tất cả đều được bố trí trong lườn tàu.

## Lịch sử hoạt động

### Trước chiến tranh
Mặc dù König Albert là chiếc cuối cùng trong lớp của nó được hạ thủy, nó lại là chiếc thứ ba được đưa vào hoạt động do sự cố hư hại turbine trên chiếc Kaiserin và những trì hoãn động cơ diesel trên chiếc Prinzregent Luitpold. Nó cùng với tàu chị em Kaiser và tàu tuần dương hạng nhẹ Strassburg được đưa vào một "Phân đội đặc biệt" dưới quyền chỉ huy của Chuẩn Đô đốc von Rebeur Paschwitz để thực hiện một chuyến đi dài ngày đến Nam Mỹ nhằm thử nghiệm độ tin cậy của hệ thống động lực turbine mới, cũng như biểu dương sự lớn mạnh của Hải quân Đế quốc Đức. Ba con tàu đã rời Wilhelmshaven vào ngày 9 tháng 12 năm 1913, hướng đến các thuộc địa Đức tại Tây Phi, nơi chúng thăm Lomé ở Togoland, Duala và Victoria tại Kamerun; rồi lại đi đến Swakopmund và Lüderitzbucht tại Tây Nam Phi thuộc Đức. Sau đó các con tàu vượt Đại Tây Dương hướng sang Nam Mỹ, ghé qua St. Helena trên đường đi, đến Rio de Janeiro vào ngày 15 tháng 2 năm 1914, nơi lễ hội được tổ chức để chào đón sự viếng thăm của những con tàu Đức.
Từ Rio de Janeiro, Strassburg được cho tách ra viếng thăm Buenos Aires, Argentina trong khi König Albert và Kaiser viếng thăm Montevideo, Uruguay. Strassburg quay trở lại gặp hai chiếc thiết giáp hạm tại Montevideo trước khi các con tàu đi vòng quanh mũi Horn rồi đi lên phía Bắc hướng đến Valparaiso, Chile. Chúng ở lại Valparaiso từ ngày 2 đến ngày 11 tháng 4, đánh dấu điểm xa nhất của hành trình. Trong chuyến quay trở về, ba con tàu đã ghé thăm thêm nhiều cảng, bao gồm Bahía Blanca tại Brazil, trước khi quay lại Rio de Janeiro. Ngày 16 tháng 5, các con tàu rời Rio de Janeiro cho chặng vượt Đại Tây Dương, ghé qua mũi Verde, Madeira và Vigo, Tây Ban Nha trên đường quay trở về Đức. Các con tàu đã về đến Kiel vào ngày 17 tháng 6 năm 1914, sau khi di chuyển khoảng 20.000 hải lý (37.000 km; 23.000 mi) mà không gặp sự cố gì. Một tuần sau, vào ngày 24 tháng 6, Phân đội đặc biệt được giải tán và Kaiser cùng König Albert quay trở về Hải đoàn Thiết giáp hạm số 3 của Hạm đội Biển khơi. Sau đó König Albert tham gia các cuộc thực tập hải đội trong tháng 7. Nó tham gia cùng Hạm đội Biển khơi trong chuyến đi mùa Hè hàng năm đến Na Uy vào tháng 7 năm 1914, khoảng hai tuần sau vụ Ám sát Quận công Franz Ferdinand tại Sarajevo; nhưng do sự căng thẳng trong quan hệ quốc tế ngày càng leo thang, chuyến đi được cắt ngắn và Hạm đội Đức quay trở về Wilhelmshaven vào ngày 29 tháng 7. Đến nữa đêm 4 tháng 8, với một Hạm đội Grand hùng hậu, Anh Quốc tuyên chiến với Đức.

### Mở màn Chiến tranh Thế giới thứ nhất
Hạm đội Biển khơi, bao gồm König Albert, thực hiện một số cuộc càn quét và xuất quân vào Bắc Hải. Lượt đầu tiên diễn ra vào ngày 2-3 tháng 11 năm 1914, cho dù không bắt gặp lực lượng Anh nào. Đô đốc Friedrich von Ingenohl, Tư lệnh Hạm đội Biển khơi, áp dụng một chiến lược trong đó các tàu chiến-tuần dương thuộc Đội Tuần tiễu 1 dưới quyền Chuẩn Đô đốc Franz von Hipper sẽ bắn phá các thị trấn dọc theo bờ biển Anh nhằm thu hút một phần lực lượng của Hạm đội Grand Anh Quốc ra xa, nơi chúng sẽ bị Hạm đội Biển khơi tiêu diệt. Cuộc bắn phá Scarborough, Hartlepool và Whitby vào ngày 15–16 tháng 12 là hoạt động đầu tiên như thế. Vào chiều tối ngày 15 tháng 12, hạm đội chiến trận Đức với khoảng 12 thiết giáp hạm dreadnought, trong đó có Kaiser và bốn tàu chị em với nó, cùng 8 thiết giáp hạm tiền-dreadnought, đã tiếp cận ở khoảng cách 10 nmi (19 km; 12 mi) với một hải đội Anh biệt lập bao gồm sáu thiết giáp hạm. Tuy nhiên, các cuộc đụng độ lẻ tẻ giữa lực lượng tàu khu trục hộ tống của hai bên trong bóng tối đã khiến Đô đốc von Ingenohl tin rằng ông đang phải đối đầu với toàn bộ Hạm đội Grand. Tuân theo chỉ thị của Kaiser Wilhelm II tránh không được mạo hiểm 
hạm đội một cách không cần thiết, von Ingenohl ra lệnh tách ra khỏi trận chiến và quay mũi hạm đội đội chiến trận trở về Đức.
Sau việc chiếc Blücher bị mất trong Trận Dogger Bank vào tháng 1 năm 1915, Kaiser cách chức Đô đốc von Ingenohl vào ngày 2 tháng 2, được Đô đốc Hugo von Pohl thay thế trong vai trò tư lệnh hạm đội. Von Pohl tiến hành một loạt các cuộc tiến quân hạm đội trong năm 1915 có sự tham gia của König Albert; chuyến đầu tiên là vào ngày 29–30 tháng 3, khi hạm đội tiến lên phía Bắc Terschelling và quay về mà không gặp sự cố gì. Một cuộc xuất quân khác được tiếp nối vào ngày 17-18 tháng 4, khi König Albert và phần còn lại của hạm đội hỗ trợ cho một hoạt động rải mìn của Đội Tuần tiễu 2. Ba ngày sau, vào ngày 21-22 tháng 4, Hạm đội Biển khơi tiến về hướng Dogger Bank, nhưng đã không bắt gặp lực lượng Anh nào. Vào ngày 15 tháng 5, một vòng bi bị long ra tại turbine bên mạn phải, buộc thủy thủ đoàn phải ngừng động cơ và tách nó ra; dù sao các trục giữa và mạn trái vẫn có thể tiếp tục đẩy con tàu đi với vận tốc 18 kn (33 km/h; 21 mph). Hạm đội dự định thực hiện một cuộc càn quét ra Bắc Hải vào ngày 29-30 tháng 5, nhưng thời tiết khắc nghiệt đã buộc Đô đốc von Pohl phải hủy bỏ chiến dịch ở khoảng 50 nmi (93 km; 58 mi) ngoài khơi Schiermonnikoog. Hạm đội ở lại trong cảng cho đến ngày 10 tháng 8, khi chúng di chuyển đến phía Bắc Helgoland hỗ trợ cho chuyến quay về của chiếc tàu tuần dương phụ trợ Meteor. Một tháng sau, vào ngày 11-12 tháng 9, hạm đội hỗ trợ cho một hoạt động rải mìn khác ngoài khơi Swarte Bank. Hoạt động cuối cùng trong năm là vào ngày 23-24 tháng 10, khi hạm đội xuất quân về hướng Horns Reef mà không gặp sự kiện gì.
Ngày 12 tháng 1 năm 1916, Đô đốc Reinhard Scheer đảm nhiệm chức vụ tư lệnh hạm đội thay thế cho von Pohl vốn mắc phải bệnh ung thư gan. Scheer đề xuất một chiến lược tích cực tấn công hơn nhằm đưa đến một cuộc đối đầu với Hạm đội Grand Anh Quốc; ông nhận được sự chuẩn thuận của Kaiser vào tháng 2. Chiến dịch đầu tiên của Scheer được thực hiện trong tháng tiếp theo, vào ngày 5-7 tháng 3, với một cuộc càn quét Hoofden không mang lại kết quả. Ngày 25-26 tháng 3, Đô đốc Scheer dự định tấn công lực lượng Anh vốn đã bắn phá Tondern, nhưng không tìm thấy đối thủ. Một đợt tiến quân khác đến Horns Reef được tiếp nối vào ngày 21-22 tháng 4.
Ngày 24 tháng 4, các tàu chiến-tuần dương thuộc Đội Tuần tiễu 1 của Đô đốc tiến hành cuộc bắn phá Yarmouth và Lowestoft, trong khi König Albert và phần còn lại của hạm đội sẵn sàng hỗ trợ từ xa. Tàu chiến-tuần dương Seydlitz trúng phải mìn trên đường đi đến mục tiêu, bị hư hại và bị buộc phải rút lui. Các tàu chiến-tuần dương còn lại tiến hành bắn phá Lowestoft mà không bị kháng cự, nhưng đang khi trên đường đi đến Yarmouth, chúng đụng độ với các tàu tuần dương Anh thuộc Lực lượng Harwich. Một cuộc đấu pháo ngắn diễn ra trước khi Lực lượng Harwich rút lui; nhưng những báo cáo về hoạt động của tàu ngầm Anh tại khu vực đã buộc Đội Tuần tiễu 1 phải rút lui. Vào lúc này, Scheer nhận được cảnh báo rằng Hạm đội Grand đã lên đường từ căn cứ của chúng ở Scapa Flow, nên cũng đã rút lui về vùng biển Đức an toàn hơn.
Sau trận bắn phá Yarmouth, nhiều thiết giáp hạm thuộc Hải đoàn Thiết giáp hạm số 3 phát sinh những vấn đề về bộ ngưng tụ của động cơ, trong đó có König Albert, khi ống dẫn cần phải được thay trên tất cả ba bộ ngưng tụ chính, đòi hỏi một thời gian dài bảo trì. Nó đi vào ụ tàu của Xưởng tàu Đế chế tại Wilhelmshaven vào ngày 29 tháng 5, hai ngày trước khi hạm đội lên đường tham gia trận Jutland. Công việc chỉ hoàn tất vào ngày 15 tháng 6, nên kết quả là König Albert là thiết giáp hạm Đức duy nhất bỏ lỡ trận này. Ngày 18 tháng 8 năm 1916, König Albert tham gia một chiến dịch bắn phá Sunderland. Đô đốc Scheer dự định lặp lại kế hoạch như vào ngày 31 tháng 5; hai chiếc tàu chiến-tuần dương còn hoạt động được của Đức Moltke và Von der Tann, được hỗ trợ bởi ba thiết giáp hạm dreadnought, sẽ tham gia cuộc bắn phá thị trấn ven biển Sunderland nhằm lôi kéo và tiêu diệt các tàu chiến-tuần dương của Beatty. Scheer cùng với phần còn lại của hạm đội sẽ theo sau bảo vệ. Trên đường đi đến bờ biển Anh, Scheer chuyển hướng lên phía Bắc sau một báo cáo sai lầm từ một khí cầu zeppelin về một đơn vị Anh trong khu vực. Vì vậy việc bắn phá đã không được tiến hành; và đến 14 giờ 35 phút, Scheer được cảnh báo về sự xuất hiện của Hạm đội Grand, nên đã quay mũi lực lượng của mình rút lui trở về các cảng Đức.
Một cuộc tiến quân hạm đội khác được tiếp nối vào ngày 18-20 tháng 10, nhưng nó kết thúc mà không bắt gặp đơn vị Anh nào. Một cuộc huấn luyện đơn vị được tiến hành tại biển Baltic, và trên đường về Hải đội 3 được lệnh chuyển hướng để hỗ trợ cho hai chiếc tàu ngầm U-boat U-20 và U-30 bị mắc cạn tại bờ biển phía Tây Đan Mạch. Hạm đội Biển khơi được tái tổ chức vào ngày 1 tháng 12: bốn chiếc lớp König tiếp tục ở lại Hải đoàn Thiết giáp hạm số 3 cùng với thiết giáp hạm Bayern vừa mới đưa vào hoạt động, trong khi năm chiếc lớp Kaiser bao gồm König Albert được chuyển sang Hải đoàn Thiết giáp hạm số 4 vừa mới được thành lập. König Albert không có hoạt động nào đáng kể trong nữa đầu năm 1917, và vào ngày 18 tháng 8 nó vào ụ tàu của Xưởng tàu Đế chế tại Kiel để bảo trì định kỳ, vốn kếo dài cho đến ngày 23 tháng 9.

### Chiến dịch Albion

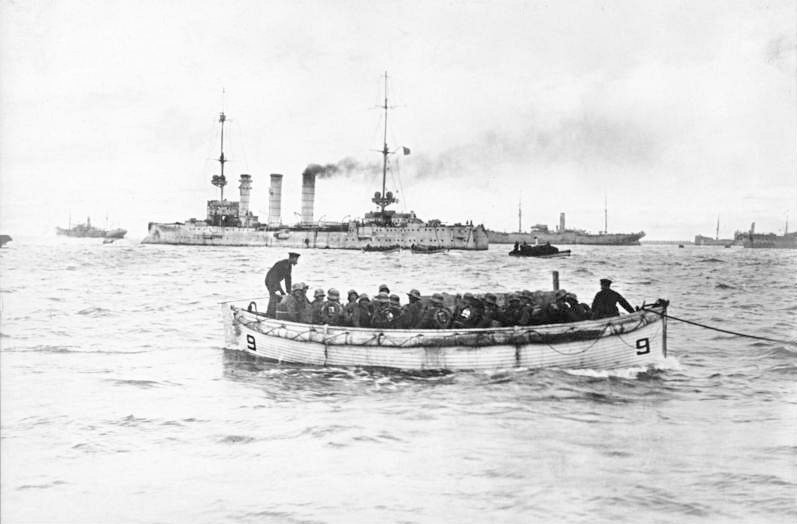
Lực lượng Đức đổ bộ tại Ösel

Vào đầu tháng 9 năm 1917, sau khi Đức chiếm được cảng Riga của Nga, Hải quân Đức quyết định xóa sổ lực lượng Hải quân Nga vốn còn đang trụ lại vịnh Riga. Nhằm mục đích này, Bộ Tổng Tư lệnh Hải quân (Admiralstab) vạch ra một chiến dịch nhằm chiếm đảo Ösel, đặc biệt nhắm vào các khẩu đội pháo Nga trên bán đảo Sworbe. Ngày 18 tháng 9, mệnh lệnh được đưa ra cho một chiến dịch phối hợp Lục-Hải quân nhằm chiếm các đảo Ösel và Moon; lực lượng hải quân tham gia chiến dịch được đưa về Đơn vị Đặc biệt, bao gồm soái hạm Moltke cùng các Hải đoàn Thiết giáp hạm số 3 và 4 của Hạm đội Biển khơi. Cùng với chín tàu tuần dương hạng nhẹ, ba chi hạm đội tàu phóng ngư lôi cùng nhiều tàu rải mìn và tàu quét mìn, toàn bộ lực lượng bao gồm khoảng 300 tàu chiến, được sự hỗ trợ của trên 100 máy bay và sáu khí cầu zeppelin. Lực lượng tấn công gồm khoảng 24.600 sĩ quan và binh sĩ. Đối đầu với lực lượng Đức là các thiết giáp hạm tiền-dreadnought cũ của Nga Slava và Tsarevitch, các tàu tuần dương bọc thép Bayan, Admiral Makarov và Diana, 26 tàu khu trục, nhiều tàu phóng lôi và pháo hạm, cùng một lực lượng đồn trú tại Ösel với khoảng 14.000 người cùng các khẩu đội pháo phòng thủ duyên hải.
Chiến dịch bắt đầu vào sáng ngày 12 tháng 10, khi Moltke cùng Hải đoàn Thiết giáp hạm số 3 bắn phá các vị trí Nga trong vịnh Tagga trong khi König Albert và phần còn lại của Hải đoàn Thiết giáp hạm số 4 nổ súng vào các khẩu đội pháo bờ biển trên bán đảo Sworbe thuộc đảo Ösel. Các khẩu đội pháo bờ biển Nga tại cả hai khu vực này nhanh chóng bị dập tắt bởi hỏa lực pháo hạng nặng từ các tàu chiến. Sáng ngày 14 tháng 10, König Albert, Friedrich der Grosse và Kaiserin được cho tách ra để hỗ trợ lực lượng Đức đang tiến quân về phía Anseküll. König Albert và Kaiserin được phân nhiệm vụ trấn áp một khẩu đội pháo Nga tại Zerel, cho dù sương mù nặng đã trì hoãn việc nó tấn công mục tiêu. Phía Nga khai hỏa trước, và nhanh chóng bị hai chiếc thiết giáp hạm đáp trả. Friedrich der Grosse cũng đến để trợ giúp các tàu chị em; ba chiếc thiết giáp hạm đã bắn tổng cộng 120 quả đạn pháo hạng nặng trong vòng một giờ, khiến hầu hết các thành viên khẩu đội đối phương phải chạy khỏi vị trí của họ.
Trong đêm 15 tháng 10 König Albert và Kaiserin được gửi đi để tiếp thêm than tại Putzig. Vào ngày 19 tháng 10 có thêm sự tham gia của Friedrich der Grosse trong một thời gian ngắn tại Putzig, vốn tiếp tục đi đến Arensburg cùng với Moltke. Sáng hôm sau, Phó Đô đốc Schmidt ra lệnh giải tán đơn vị đặc biệt hải quân và quay trở về Bắc Hải. Trong một thông báo gửi về bộ tư lệnh hải quân, ông ghi chú rằng König Albert và Kaiserin có thể được cho tách ra ngay lập tức từ Putzig để quay về Bắc Hải. Hai con tàu đã đi đến Kiel ngang qua Danzig, nơi chúng băng qua kênh đào Kaiser Wilhelm để quay trở lại Bắc Hải. Sau khi quay lại Bắc Hải vào ngày 23 tháng 10, König Albert phục vụ như là soái hạm của một lực lượng tàu chiến hạng nặng, bao gồm Kaiserin, Nassau, Rheinland và tàu chiến-tuần dương Derfflinger để hỗ trợ cho hoạt động quét mìn tại German Bight. Sau đó nó tiếp nối nhiệm vụ canh gác tại German Bight.
König Albert cùng bốn chiếc tàu chị em được dự định để tham gia hoạt động cuối cùng của hạm đội vào cuối tháng 10 năm 1918, nhiều ngày trước khi Hiệp định Đình chiến với Đức có hiệu lực. Phần lớn Hạm đội Biển khơi sẽ xuất phát từ căn cứ của chúng ở Wilhelmshaven để đối đầu với Hạm đội Grand của Anh; Reinhard Scheer, lúc này là Đại Đô đốc (Großadmiral) của Hạm đội, dự định gây tổn thất cho Hải quân Anh càng nhiều càng tốt nhằm duy trì một vị thế mặc cả tốt cho việc thương lượng hòa bình của Đức bất chấp tổn thất có thể phải chịu đựng. Tuy nhiên, nhiều người trong số những thủy thủ đã mệt mỏi vì chiến tranh cảm thấy chiến dịch này sẽ ngăn trở tiến trình hòa bình và kéo dài thời hạn chiến tranh. Sáng ngày 29 tháng 10 năm 1918, mệnh lệnh được đưa ra để chuẩn bị khởi hành từ Wilhelmshaven vào ngày hôm sau. Bắt đầu từ đêm 29 tháng 10, thủy thủ trên chiếc Thüringen, và sau đó trên nhiều thiết giáp hạm khác, làm binh biến. Sự bất ổn cuối cùng đã buộc Hipper và Scheer phải hủy bỏ chiến dịch. Được thông báo về tình hình, Kaiser phát biểu "Tôi không còn có một lực lượng Hải quân nữa".

### Số phận

Bản đồ vị trí các con tàu bị đánh đắm tại Scapa Flow. König Albert được đánh dấu với số 14

Sau khi Đức đầu hàng vào tháng 11 năm 1918, hầu hết tàu chiến của Hạm đội Biển khơi, kể cả König Albert, bị lưu giữ tại căn cứ hải quân Anh tại Scapa Flow, dưới quyền chỉ huy của Chuẩn Đô đốc Ludwig von Reuter. Trước khi Hạm đội Đức khởi hành, Đô đốc Adolf von Trotha khẳng định lại với von Reuter chỉ thị không được để cho phe Đồng Minh chiếm các con tàu trong bất kỳ tình huống nào. Hạm đội đã gặp gỡ tàu tuần dương hạng nhẹ Anh Cardiff, vốn đã dẫn đầu các con tàu Đức đi đến điểm gặp gỡ hạm đội Đồng Minh, một lực lượng khổng lồ bao gồm 370 tàu chiến của Anh, Mỹ và Pháp, vốn sẽ hộ tống hạm đội Đức đến Scapa Flow. Khi bị lưu giữ trong suốt thời gian diễn ra các cuộc đàm phán hòa bình, mà sau này cuối cùng sẽ dẫn đến Hiệp ước Versailles, các khẩu pháo của chúng bị bất hoạt bằng cách tháo bỏ khóa nòng, và con tàu được bảo trì bởi một thủy thủ đoàn tối thiểu gồm 200 sĩ quan và thủy thủ.
Một bản in của báo The Times cung cấp thông tin cho von Reuter rằng Thỏa thuận Ngừng bắn sẽ hết hiệu lực vào giữa trưa ngày 21 tháng 6 năm 1919, thời hạn cuối cùng mà Đức phải ký vào Hiệp định hòa bình. Đô đốc Von Reuter đưa đến kết luận người Anh sẽ tìm cách chiếm hữu các con tàu Đức sau khi Thỏa thuận Ngừng bắn hết hiệu lực. Không biết rằng thời hạn của thỏa thuận đã được triển hạn đến ngày 23 tháng 6, ông quyết định đánh đắm các con tàu của mình vào cơ hội thuận tiện đầu tiên có được. Sáng ngày 21 tháng 6, Hạm đội Anh rời Scapa Flow tiến hành thực tập huấn luyện; và đến 11 giờ 20 phút Reuter truyền mệnh lệnh này đến các con tàu của mình. König Albert lật úp và chìm lúc 12 giờ 54 phút; nó được cho nổi trở lại vào ngày 31 tháng 7 năm 1935 rồi được tháo dỡ vào năm 1936 tại Rosyth.